# Штайнер, Вилли
Вилли Штайнер (нем. Willy Steiner; 5 мая 1910, Эринген — 3 октября 1975, Ганновер) — немецкий дирижёр и скрипач.
Сын провинциального вюртембергского музыканта Адольфа Штайнера, вместе с четырьмя своими братьями получил сперва домашнее музыкальное образование. В 1926 г. окончил Берлинскую высшую школу музыки, ученик Густава Хавемана.
Дебютировал с выступлением на Берлинском радио в возрасте 15 лет. С 1928 г. и до конца Второй мировой войны играл вторую скрипку в семейном Квартете братьев Штейнеров вместе с первой скрипкой Карлом, альтом Фрицем и виолончелью Адольфом Штайнерами, нередко также с ещё одним братом Генрихом в партии фортепиано. Все братья Штайнеры были убеждёнными нацистами; в частности, Йозеф Геббельс приглашал квартет Штайнеров для того, чтобы играть перед его выступлениями. В 1931—1945 гг. играл в Симфоническом оркестре Берлинского радио, выступал как дирижёр с его камерным составом.
С 1946 г. второй дирижёр Симфонического оркестра Северогерманского радио в Гамбурге. В 1950 г. стал первым руководителем Филармонического оркестра Северогерманского радио в Ганновере и возглавлял его до конца жизни. Среди прочего дирижировал в 1957 году премьерой Восьмой симфонии Хенка Бадингса. В начале 1960-х гг. много работал как приглашённый дирижёр с Симфоническим оркестром Ёмиури.